# Gioventù traviata
Gioventù traviata (Les Inconnus dans la maison) è un film del 1942 diretto da Henri Decoin.
Il soggetto è tratto dal romanzo di Georges Simenon, Gli intrusi (1938).

## Trama
Una volta famoso avvocato, Hector Loursat Saint-Mars vive in pensione nella sua spaziosa casa di provincia, ormai sprofondato nell'alcolismo da quando la moglie lo ha lasciato, diciotto anni fa. Né gli importa più della figlia Nicole, che è stata allevata da Fine, la cameriera di casa.
Una notte, un colpo improvviso di rivoltella echeggia nella casa. Hector vede ombre fuggire e scopre il cadavere di un uomo in soffitta. La vittima è un latitante di nome Gros Louis. Arriva la polizia e lo scompiglio. L'avvocato scopre che sua figlia è coinvolta in un giro di giovani "traviati" ma finisce col riprendere la toga per difenderne il ragazzo, Émile, accusato innocentemente dell'omicidio.